# Гардон (река)
Гардо́н (также Гар или Гард) — река на юге Франции. Департамент Гар получил своё название от этой реки.
Протяжённость реки — 133 км, включая самый длинный приток «Гардон Св. Жуана» (фр. Gardon de Saint-Jean). Площадь водосборного бассейна — 2200 км². Средний расход воды — 32 м³/с.
Берёт своё начало в горах Севенны и заканчивается, впадая в Рону (правый приток) возле коммуны Бокер.
Некоторые притоки также носят названия «Гардон».
В сентябре 2002 и в декабре 2003 был зафиксирован рекордный уровень воды в реке. Наводнение повредило множество мостов через Гардон, включая и мост Св. Николаса, который уже вновь отреставрировали.

## Достопримечательности
- Пещера Вередема Авиньонского, в которой сохранились настенные росписи VIII века.
- Через Гардон перекинуты сохранившиеся до нашего времени дневнеримский акведук Пон-дю-Гар и мост Saint-Nicolas-de-Campagnac XVI века.